# أرت هنتر
أرت هنتر (بالإنجليزية: Art Hunter) هو لاعب كرة قدم أمريكية أمريكي، ولد في 24 أبريل 1933 في فيربورت هاربر في الولايات المتحدة، وتوفي في 25 ديسمبر 2009 في توستين في الولايات المتحدة.

## وصلات خارجية
- أرت هنتر على موقع مرجع كرة القدم المحترفة.كوم (الإنجليزية)